# بمب‌گذاری نمازجمعه تهران ۱۳۶۳
انفجار نماز جمعه تهران در تاریخ ۲۴ اسفند سال ۱۳۶۳ به هنگام اقامه نماز جمعه توسط سید علی خامنه‌ای روی داد و طی آن ۱۴ نفر کشته و ۸۸ تن زخمی شدند. این بمب‌گذاری به سازمان مجاهدین خلق ایران نسبت داده شده‌است.

## پیش زمینه
سه روز پیش از نماز جمعه اولین موشک بالستیک اسکاد بی را در پاسخ به حملات موشکی عراق شلیک شد و در جبهه جنوب نیز عملیات بدر در حال اجرا بود. روز پنج‌شنبه صدام حسین اعلام کرده بود که فردا نمازجمعه تهران را منفجر می‌کنیم و این حرف بین مردم تهران پیچیده بود. مردم تهران بدون توجه به تهدید صدام و سازمان مجاهدین خلق، کودکان خردسال خود را نیز به همراه آورده بودند.

## بمب گذاری
در جریان خطبه‌های نمازجمعه ۲۴ اسفند ۱۳۶۳، رأس ساعت ۱۲:۲۹ بمبی در حین سخنرانی امام جمعه تهران، سید علی خامنه‌ای، منفجر می‌شود. در جریان این انفجار ۱۴ نفر کشته و ۸۸ تن زخمی می‌شوند. با وجود صدای شدید و بی نظمی که این بمب ایجاد کرده بود، سید علی خامنه‌ای خطبه‌های نماز جمعه را ادامه داد. نمازگزاران نیز نظم را رعایت کرده و شعار " الله اکبر" را سر می‌دادند.
به گفته فضل الله فرخ، مسول وقت ستاد اقامه نماز جمعه تهران، بمب به صورت زیرانداز وارد محوطه شده بوده است.
چند روز بعد سید روح‌الله خمینی در خصوص این واقعه می‌گوید: «من فراموش نمی‌کنم قصه روز جمعه را که آنطور باشکوه، با نورانیت و با استقامت گذشت. آن‌طور مردم با طمانینه با آن صداهایی که می‌آمد، با آن رگبارهایی که می‌آمد. من ملاحظه می‌کردم. من نگاه می‌کردم و مخصوصاً نگاه می‌کردم ببینم که در بین مردم چه وضعی است، اما ندیدم حتی یک نفر را که یک تزلزلی در آن پیدا باشد و آن وقت امام جمعه آن‌طور با آن طنین قوی صحبت کرد و مردم آن‌طور گوش کردند و آن طور فریاد زدند که برای شهادت آمدیم.»